# Dániel Böde
Dániel Böde (Szekszárd, 24 ottobre 1986) è un calciatore ungherese, attaccante del Paks.

## Carriera

### Club
Ha sempre giocato nel campionato ungherese.

### Nazionale
Ha esordito in nazionale nel 2013.
Viene convocato per gli Europei 2016 in Francia.

## Palmarès

### Club

#### Competizioni nazionali
- Coppa d'Ungheria: 4

Ferencváros: 2014-2015, 2016-2017
Paks: 2023-2024, 2024-2025
- Coppa di Lega ungherese: 2

Ferencváros: 2012-2013, 2014-2015
Paks: 2024-2025
- Supercoppa d'Ungheria: 1

Ferencváros: 2015
- Campionato ungherese: 2

Ferencvaros: 2015-2016, 2018-2019

### Individuale
- Capocannoniere del campionato ungherese: 2

2015-2016 (17 reti), 2024-2025 (15 reti)